# Gary Mills
Gary Mills (Northampton, 11 novembre 1961) è un allenatore di calcio ed ex calciatore inglese, di ruolo centrocampista.

## Biografia
Suo padre Roly è stato a sua volta un calciatore professionista.

## Palmarès

### Giocatore

#### Club

##### Competizioni internazionali
- Coppa dei Campioni: 2

Nottingham Forest: 1978-1979, 1979-1980
- Coppa Anglo-Italiana: 1

Notts County: 1994-1995

### Allenatore

#### Club

##### Competizioni nazionali
- Southern Football League Midland Division: 1

Grantham Town: 1997-1998
- Conference North: 1

Tamworth: 2008-2009
- FA Trophy: 2

York City: 2011-2012, 2016-2017